# B61-kernwapen

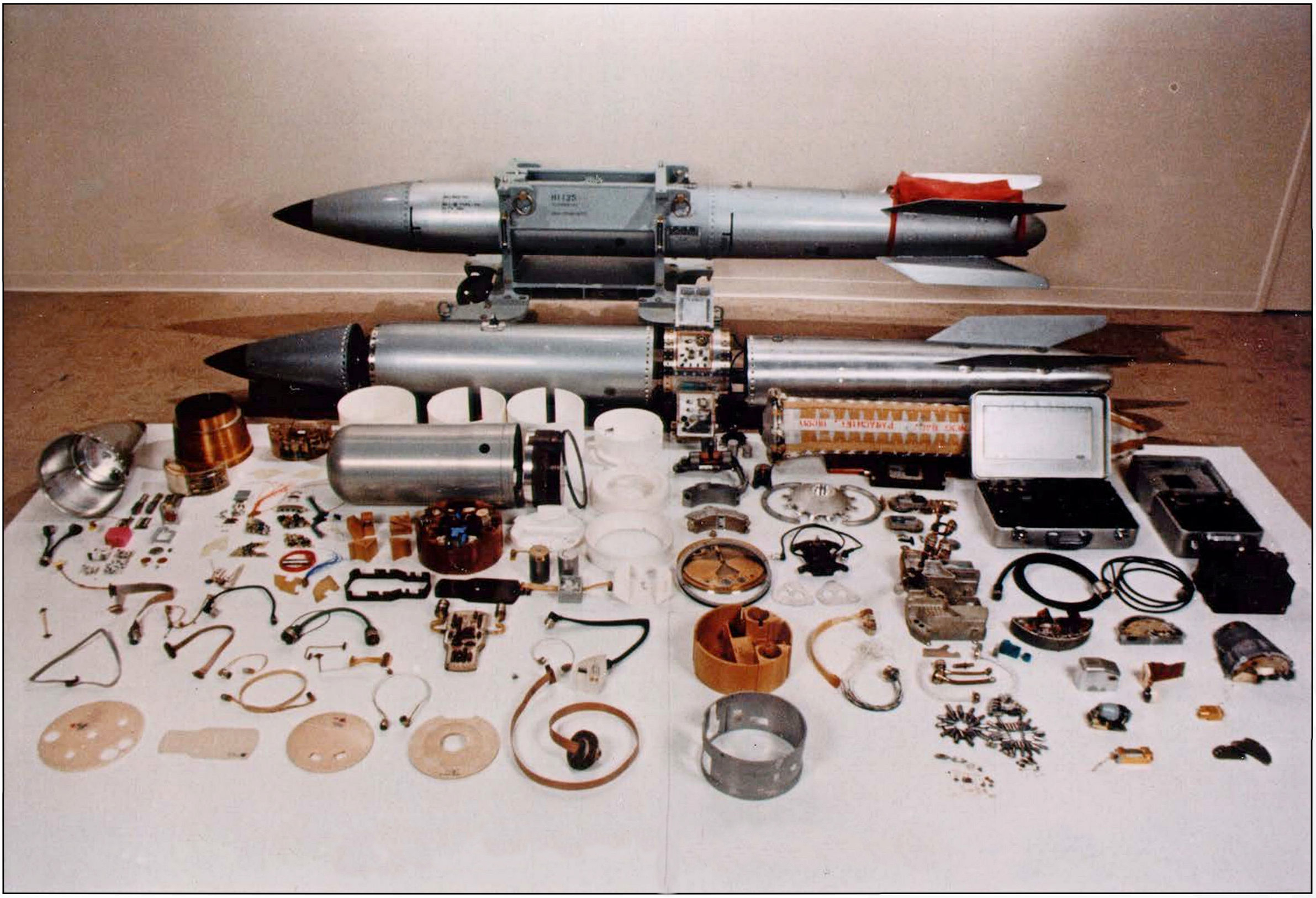
B61 in uiteengenomen toestand.

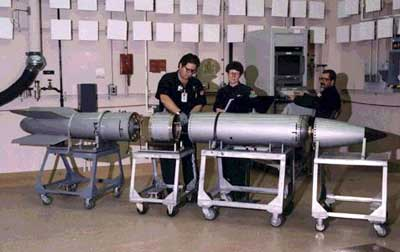
B61 onderhoud.

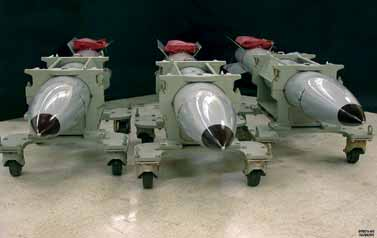
Gereed voor gebruik

Het B61-kernwapen, voor 1968 bekend als TX-61, werd in 1963 ontworpen en gebouwd door het Los Alamos National Laboratory te New Mexico. De B61 is een van de laatste thermonucleaire wapens uit die tijd die ook na het einde van de Koude Oorlog in de voorraad van de Verenigde Staten werden gehandhaafd. De B61 is een vrijevalbom, dat wil zeggen dat een vliegtuig hem aflevert door hem te laten vallen.
De B61 is een geheel ander wapen dan de oude Martin Matador. Dit kruisvluchtwapen uit de jaren 50 werd in eerste instantie als B-61 onbemande bommenwerper aangeduid.

## Ontwikkeling
Het wapen kwam voort uit een in 1961 gestart project voor lichtgewicht, gestroomlijnde kernwapens. De productie- en ontwerpfase startte in 1965 en serieleveringen begonnen, na een serie technische moeilijkheden, in 1968.

## Gegevens
| B61 thermonucleaire vrijevalbom | B61 thermonucleaire vrijevalbom                     |
| ------------------------------- | --------------------------------------------------- |
| Typen                           | B61-1 t/m 12                                        |
| Productie aantal                | 3155 (alle typen samen)                             |
| Gebruiker                       | USAF, USN, NAVO                                     |
| Operationeel                    | 1968 - heden                                        |
| In de vlucht instelbare sterkte | 0,3 t/m 340 kiloton TNT                             |
| Lengte                          | 3,58 m t/m 3,94 m afhankelijk van wapenconfiguratie |
| Diameter                        | 0,33 m                                              |
| Gewicht                         | 320 kg                                              |
| Minimale afwerphoogte           | 15 m                                                |
| Inzetmode                       | airburst, groundburst, free fall contact, laydown   |

Van het wapen bevinden zich, sinds 2002, circa 1925 stuks in reserveopslag en zijn er circa 1265 op diverse vliegbases in de wereld operationeel. In 2011 werd het aantal opgeslagen en inzetbare wapens in NAVO-lidstaten op Europees grondgebied, geschat tussen de 150 en 200. Het wapen werd gedurende zijn operationele leven weinig veranderd; alleen de eerste versies zijn op diverse punten ten aanzien van de veiligheid verbeterd. Er zijn in totaal anno 2025 tien B61-versies gemaakt; elke versie is voorzien van hetzelfde omhulsel maar bezit andere sterktespecificaties. Model 11 die in 1997 werd uitgebracht heeft een specifieke, afwijkende karakteristiek in die zin dat deze versie een zeer hoog doordringend vermogen heeft dat hem uitermate geschikt maakt als diep indringende bunkerbuster.
Op 1 juli 2015 vond op Tonopah Test Range in Nevada de eerste van drie geplande testvluchten plaats van het vernieuwde model B61-12. De B61 Model 12 ging in productie in november 2021, dit model vervangt als Life Extension Program de modellen 3, 4 en 7. Het Life Extension Program duidt op de recuperatie van componenten (waaronder de kernkop van de Model 4) van de vorige modellen bij de assemblage van het nieuwe model. Model 11 blijft parallel aan Model 12 in productie. Het model heeft een grotere nauwkeurigheid en een lagere opbrengst wat minder fall-out veroorzaakt in vergelijking met eerdere versies van het wapen. De Mod 12 is nauwkeurig tot op 30 meter van een doelwit en vereist slechts een kernkop van 50 kiloton.
In mei 2025 werd een eerste B61 Model 13 opgeleverd. Deze zwaartekrachtbom is geen vervanging van Model 12 maar terug een model met zwaardere lading, de lading van Model 7 met de precisie van Model 12. Het model, waarvan slechts een beperkt aantal geproduceerd zou worden, is niet bestemd voor de F-35 maar als wapentuig voor de B-21 Raider.
In verband met operationele geheimhouding werden alle vliegtuigbemanningen in eerste instantie gebriefd om nooit rechtstreeks over een B61 te spreken, maar het wapen aan te duiden met termen als "vorm", "zilveren kogel", of "externe lading".

## Standaard inzetbaar op
| B61 Toepasbaar op de vliegtuigtypen | B61 Toepasbaar op de vliegtuigtypen |
| ----------------------------------- | --- |
| USAF                                | B-1 Lancer, B-2 Spirit, B-52 Stratofortress, FB-111 Aardvark, North American F-100 Super Sabre, Lockheed F-104 Starfighter, Republic F-105 Thunderchief, F-4 Phantom II, F-15 Eagle, F-16 Fighting Falcon, Lockheed Martin F-117 Nighthawk. |
| USN                                 | A-4 Skyhawk, Grumman A-6 Intruder, A-7 Corsair, F/A-18 Hornet, F/A-18E/F Super Hornet, Lockheed S-3 Viking. |
| NAVO                                | De Duitse en Italiaanse Panavia Tornado IDS vliegtuigen en de F-35 Lightning II en Eurofighter Typhoon kunnen zowel de B61 als zijn Britse gelijke, de WE.177, afwerpen. De Nederlandse en Belgische F-16 alleen de B61.                    |

Hoewel de aantallen nooit officieel werden vrijgegeven heeft een onafhankelijk onderzoek door de Natural Resources Defence Council opgeleverd dat er circa 480 stuks bij USAF-eenheden in diverse Europese landen operationeel moeten zijn, 22 in Nederland op de vliegbasis Volkel en in België op de vliegbasis Kleine-Brogel. Deze worden onderhouden door detachementen van de vliegbasis Spangdahlem in Duitsland.

## Ontwerp

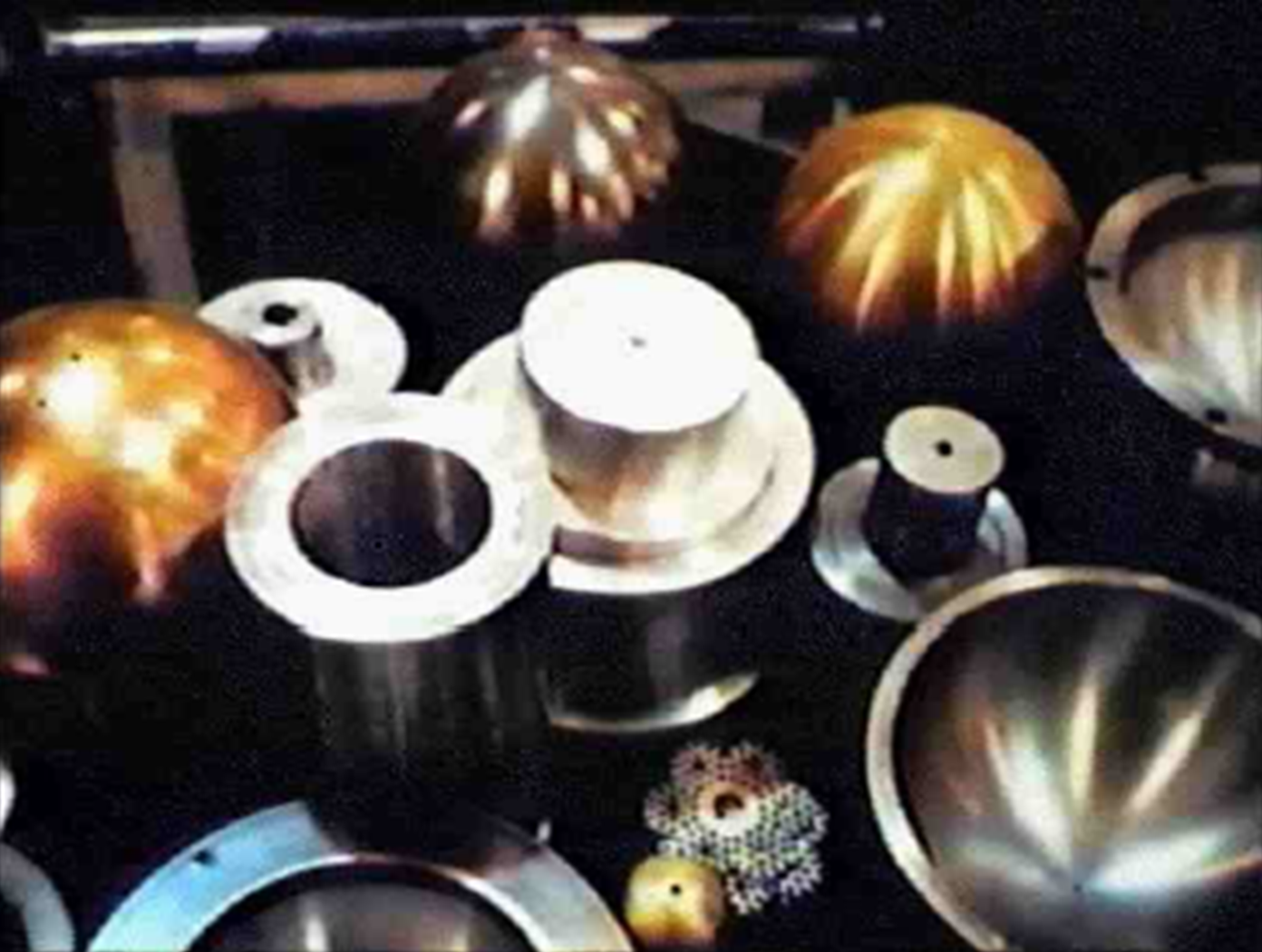
Nucleaire B61-componenten.

De B61 is een wapen met variabele sterkte dat is ontworpen voor supersonisch transport. Hij heeft een gestroomlijnd omhulsel dat bestand is tegen extreme hitte, druk en hoge snelheden. De B61 model 11 is een bom met extreem doordringend vermogen. Het wapen heeft een versterkt omhulsel dat verarmd uranium bevat en is uitgerust met een vertragingsontsteking. Hierdoor duikt het wapen eerst een aantal meters de grond in voordat het explodeert. Versterkte ondergrondse constructies worden hierdoor beschadigd of uitgeschakeld. Model 11 heeft een massa van 540 kg, werd vanaf 1994 ontworpen en vanaf 1997 operationeel, ter vervanging van het oudere B53-type met een megatonbereik. Van dit type had men destijds een klein aantal speciaal voor inzet tegen versterkte ondergrondse doelen bewaard. Er zijn circa 50 model 11-bommen gemaakt. De springlading bestaat uit een aangepaste model 7-bom. De eerstelijns bommenwerper voor dit wapen is de B-2 Spirit.
De meeste versies van de B61 bezitten een parachutevertraging, een kevlar remparachute van 7,4 m diameter die het wapen tijdens zijn vrije val afremt. Dit geeft het afwerpende vliegtuig niet alleen extra tijd om verder van het explosiepunt weg te komen, maar laat het wapen tevens onbeschadigd op de grond vallen.
Het wapen kan worden afgeworpen bij snelheden tot mach 2 en vanaf een minimale hoogte van 15 m. Het kan worden ingesteld voor een luchtexplosie, voor een grondexplosie of voor een explosie na een bepaalde ingestelde tijd nadat het wapen op de grond terecht is gekomen. Voor de meeste versies wordt gebruikgemaakt van radargeleide ontsteking.
De B61 is een wapen van variabele sterkte in het kilotonbereik. De officiële USAF-aanduiding is Full Fusing Option, maar de technici die aan het wapen werken hebben het in de volksmond over een dial-a-yield (kies je sterkte) wapen.
- de tactische versies (modellen 3, 4 en 10) kunnen – afhankelijk van de versie - worden ingesteld op een sterkte van 0,3, 1,5, 5, 10, 60, 80 of 170 kiloton.
- de strategische versie (model 7) kent 4 sterkten met een maximum van 340 kiloton.

Diverse bronnen zijn het niet eens over de sterkte van het 'bunkerbuster' model 11; de fysieke componenten hiervan zijn blijkbaar gelijk aan die van het strategische model 7. Het inmiddels in 2001 gedeclassificeerde Nuclear Posture Review zegt dat de B-61-11 slechts een enkele sterkte heeft; sommigen schatten deze op 10 kiloton, anderen op de 340 kiloton maximumsterkte van model 7.
De eerste uitvoeringen (modellen 0, 1, 2 en 5) zijn inmiddels gedeactiveerd en uit de inventaris verwijderd. De modellen 6, 8 en 9 werden vanwege technische fouten al voor de productie geschrapt. De bedoeling is om de huidige modellen 3, 4, 7 en 10 vanaf 2020 om te bouwen tot het nieuwe model 12 met een levensduur van 20 jaar.